# Handa-kun manga
Handa-kun (はんだくん Handa-kun?) es un manga spin-off  de la serie de manga Barakamon, escrito e ilustrado por Satsuki Yoshino. La historia toma lugar seis años antes de los sucesos ocurridos en Barakamon. Handa Seishū, protagonista de esta historia, es un joven estudiante genio de la caligrafía, popular e inteligente. Sin embargo, desconoce completamente la percepción que sus compañeros de preparatoria tienen de él. Debido a lo anterior, malinterpreta su situación, al punto de convencerse de que él es la persona más odiada de su escuela. Esto provocará una serie de malos entendidos entre él, sus compañeros y sus profesores.
El manga Inició su serialización en la edición de noviembre de 2013 de la revista Monthly Shonen Gangan, de la editorial Square Enix. Finalizó el 11 de junio de 2016. Asimismo, una adaptación a anime inició su emisión el 7 de julio de 2016, finalizando el 23 de septiembre del mismo año.

## Argumento
Handa Seishū es un estudiante de preparatoria genio de la caligrafía. Debido a una broma originada por su mejor amigo Takao Kawafuji, en secundaria, se auto convence de ser una persona sumamente odiada y despreciable para sus compañeros de clases. De esta manera, su desconfianza e inseguridad se incrementan, llevándolo a crear una brecha y barrera entre él y sus compañeros. Durante la preparatoria, pese a sus continuos esfuerzos por pasar desapercibido, se establece como un estudiante popular entre sus nuevos compañeros. Estos llegarán a obsesionarse con él y a venerarlo al punto de convertirlo en una especie de ser superior intocable e inalcanzable, lo cual fortalecerá el muro que Handa edificó en secundaria, fomentando su soledad y paranoia.

## Personajes

### Principales
Seishū Handa (半田 清舟 Handa Seichū?)
- Seiyū: Nobunaga Shimazaki[4]

Es un estudiante de preparatoria, hijo del famoso calígrafo Handa Seimei. Es un joven extremadamente antisocial, desconfiado e inseguro. Asegura ser la persona más odiada de su escuela. No obstante, para sus compañeros de preparatoria en realidad es un modelo a seguir. Su popularidad se gesta debido a su apariencia física, inteligencia, frialdad y al aura enigmática que proyecta. Suele tergiversar las acciones y comentarios de sus compañeros y compañeras, mutándolas desde los actos de adoración que son originalmente, a intentos de humillación y venganza contra su persona. Pese a su personalidad actual, se revela que en secundaria era un joven sociable, carismático y amable. Considera a Kawafuji como su único amigo y con el fin de no perturbar sus días pacíficos, decide ocultar su amistad del mundo. Handa creía que si sus compañeros se enteraban de su vínculo con Kawafuji, este también se convertiría en víctima de abuso y hostigamiento escolar. 
- Historia

Cuando Handa cursaba la secundaria, una compañera de un curso superior se acerca a su mejor amigo, Takao Kawafuji, para pedirle que actúe como intermediario entre ella y él, debido al profundo amor que sentía. Kawafuji estaba interesado amorosamente de esta senpai, razón por la cual engaña a Handa diciéndole que era odiado por aquella y que, inclusive, estaba difundiendo falsos rumores sobre él. Este comentario lo impacta de tal manera, que termina siendo invadido por una serie de pensamientos negativos. Kawafuji, al percatarse de ello, inmediatamente se retracta revelándole que había sido una broma. Sin embargo, aquellas palabras ya habían perforado su mente. A partir de ese momento, él edifica por primera vez su conocido "muro de Handa" o "Handa wall", una suerte de barrera invisible que impedía que las personas se le acercasen. Por aquel entonces ya era una persona popular y, en consecuencia del surgimiento de los nuevos pensamientos negativos, comienza a desconfiar de todo el mundo. De esta forma comienza a confundir las miradas de admiración de sus compañeros y compañeras, con miradas de odio y repudio; las cartas de amor que dejaban en sus casilleros, con cartas de desafíos o maldiciones; los mensajes amistosos que sus compañeros le escribían, con acoso escolar, etc. Esta actitud la repercute durante toda la preparatoria. 
Posteriormente, en el cierre del Festival Escolar durante la preparatoria, Kawafuji logra remediar su error de secundaria, mostrándole a Handa su verdadera posición en la escuela. En ese momento, nuestro protagonista le recrimina a su amigo la razón por la que había mantenido el engaño por tanto tiempo, a lo que Kawafuji responde que no sabía a lo que se refería, desviando el tema principal. Se emociona al saber que en realidad era querido por sus compañeros y compañeras.
Takao Kawafuji (川藤 鷹生 Kawafuji Takao?)
- Seiyū: Kazuyuki Okitsu[5]

Asiste a la misma preparatoria de Handa. Es su mejor amigo. Se conocieron en la secundaria. Es el responsable de la personalidad actual de Handa. Cuando estaban en secundaria le hizo un comentario a modo de broma, el cual refería básicamente a que una compañera de clases lo odiaba. Por ello, Handa adoptará la actitud distante y fría con la cual es conocido en la preparatoria. Kawafuji es una persona bastante popular; es amable, sociable, maduro y respetado entre sus compañeros de preparatoria. Handa le guarda profunda admiración, a causa de la facilidad con la que este puede hablar con la gente.
Ha intentado en ocasiones referirse al tema de la popularidad de Handa con este, para enmendar su error del pasado, pero generalmente tiende a interrumpir su intención, al darse cuenta de que su amigo creaba situaciones bastante divertidas con los malos entendidos que veía en las acciones de sus compañeros. No obstante, en algunas ocasiones se entrevé que el aprecio que tiene a Handa supera sus ansias de diversión, mediante ciertos actos que lleva a cabo. Un ejemplo de lo anterior, es cuando distrae a la banda autoproclamada como guardaespalda de Handa, para que su amigo pudiese descansar y disfrutar de una tarde en la cafetería.
Durante el festival de la escuela, luego de ver la obra de teatro que la clase de Handa estaba llevando a cabo y de presenciar el personaje que actúa este, decide ponerle fin a la situación que estresaba a su amigo. En el cierre del festival, le recomienda, frente a toda la escuela, que vea el mundo por una vez sin el "muro de Handa", para que descubriese la verdad sobre su situación. De esta forma, Handa vislumbra el amor, aprecio y respeto que sus compañeros le guardaban. En un episodio especial se aprecia que Kawafuji, tras los eventos del Festival Escolar, comienza a saludar a Handa en la escuela y, junto con ello, suele invitarlo a almorzar durante los recesos. Dado que sus compañeros descubren que ambos habían sido amigos por largo tiempo, empiezan a sentir celos de Kawafuji, por lo que muchos intentarán herirlo. Sin embargo, siempre se ve siendo salvado por Eraser, quien continua ejerciendo su labor de proteger tanto a Handa, como a todo lo que sea importante para él. 
Jun'ichi Aizawa (相沢 順一 Aizawa Jun'ichi?)
- Seiyū: Yūya Hirose[6]

Es compañero de clases de Handa y miembro de la "Tropa de Handa", un grupo de personas que se autoproclamaron como guardaespaldas de Handa. Es el vice-representante de la clase y el estudiante número uno en cuanto a rendimiento académico. Había sido el representante de su clase durante 10 años, sin embargo su posición se vio desestabilizada gracias a Handa, a quien habían nominado mientras dormía una siesta. Al verse envuelto en una votación con el chico más popular de la escuela, se emociona por compartir aquella experiencia con un ser tan excepcional en igual de condiciones. Una vez revelado el empate en las votaciones, su emoción se incrementa y decide luchar seriamente contra Handa, mediante el juego de piedra, papel o tijeras que propone la clase. Handa deseaba perder el juego, por lo que se esfuerza en darle la máxima ventaja a Aizawa para que este ganase. En el inicio de la partida, le revela que solo sacaría piedra. De este modo, esperaba que Aizawa lo venciera usando solo papel. Su contrincante sobre interpreta lo anterior, creyendo que era un engaño para confundirlo. Por lo tanto, no sigue los pasos esperados por Handa y, en consecuencia,  este gana. No obstante, Handa anuncia inmediatamente que abandonaba el puesto, dado que en realidad no le interesaba ser el representante. Aizawa revela que se había encantado de la actitud de su adversario. La estrategia que este había usado durante el juego, la sobre entendió como una enseñanza que Handa le estaba dando. La moraleja que extrae remitía a la confianza que debía tener en sus compañeros de clases. Una vez que Handa se retira del salón, decide en común con la clase, convertirlo en el representante, puesto que consideraba que era el único merecedor de aquello. De esta forma termina adoptando el rol del vicepresidente. Junto a otras cinco personas conforma la "Tropa de Handa". Nunca ha entablado conversación con Handa, más allá de su relación de representante y vicepresidente. Handa lo apoda como "el demonio".
Reo Nikaidō (二階堂 礼緒 Nikaidō Reo?)
- Seiyū: Tetsuya Kakihara[7]

Es compañero de clases de Handa, exmodelo y miembro de la "Tropa de Handa". Fue reclutado por una empresa de modelaje debido a su apariencia física. Por lo anterior, es un estudiante popular entre las chicas de su preparatoria. En un principio se sentía molesto con Handa, ya que sus fanes solían compararlo con él y terminaban valorándolo más que a él. Un día decide seguirlo para descubrir el secreto de su popularidad. De esta forma malinterpreta una serie de acciones de Handa, viéndolas como hechos dignos de admiración y elogio. Hacia el final del día, Handa se encamina hacia una de tienda para comprar un encargo de su madre, la cual quedaba en una avenida conocida por ser un centro de reclutamiento de jóvenes potenciales modelos. Reo había sido descubierto en aquella calle. Este, al recordar aquel momento, comienza a temer que su mánager de modelaje se encontrara en aquel sitio y que reclutase a Handa. Se convence de que si aquello sucedía, él sería definitivamente desplazado de su lugar. Efectivamente, su mánager estaba en aquel espacio. Luego de un intento fallido y desesperado de Reo porque su mánager desviara su atención de Handa, este último, confundiéndolo con un vagabundo, le muestra signos de hospitalidad y amabilidad. Pese al despido que sufre Reo, se termina encantando y obsesionando con Handa y decide seguirlo para devolverle la muestra de cariño que le dirigió en aquel momento de desesperación. Junto a Aizawa y otros cuatro compañeros, fundan la "Tropa de Handa". Nunca ha mantenido una conversación con Handa, más allá de su primer encuentro. Handa lo apoda como "sujeto chara-chara-chara".
Akane Tsutsui (筒井 あかね Tsutsui Akane?)
- Seiyū: Yoshimasa Hosoya; Takuma Nagatsuka[8]

Apodado como Tsuu-kun por Reo, es compañero de clases de Handa, delincuente estudiantil y miembro de la "Tropa de Handa". En el pasado tenía la apariencia y proporciones similares a las de una chica, razón por la cual era molestado tanto por hombres como por mujeres. A raíz de este continuo hostigamiento escolar, decide dejar de asistir a la escuela. A causa de la adquisición de una máquina de ejercicios que prometía modificar su apariencia, Tsutsui se transforma en una persona completamente diferente. Se convierte en un joven más alto, robusto y musculoso. La apariencia de su cara también cambió a algo sumamente distinto. Por aquel entonces comenzó a entrometerse en peleas callejeras y rápidamente se volvió el líder en su sector. Conoce a Handa cuando este, por petición de Aizawa y por su rol de representante de la clase, visita su casa para entregarle un sobre que contenía apuntes hechos por el vicepresidente. Tsutsui percibe hostilidad y peligro en Handa y se pone a la defensiva apenas lo ve, dificultando la misión de este. Minutos después, una turba de jóvenes delincuentes los acorralan. Handa no quiere verse envuelto en problemas, por lo que rápidamente le entrega el sobre a Tsutsui, para huir del lugar. Tsutsui confunde aquel acto, tomándolo como un mensaje en el que Handa le decía que cubriría sus espaldas mientras peleaba. Luego de que uno de los contrincantes increpara a Handa y de que este lo viera con una mirada asesina, decide dejarlo ir, atemorizado. Le comenta a sus amigos que aquel era Seishuu Handa, el delincuente que hasta los profesores temían, el que había asesinado osos y una serie de rumores más. Debido a que creen que Tsutsui era amigo de aquel ser peligroso, deciden escapar del lugar para que Handa no tomase represalias contra ellos. Tsutsui confundido por la situación, decide abrir el sobre que Handa le había entregado. En el interior había una nota que Aizawa había escrito, el cual contenía las palabras: "ven a la escuela". Tsutsui se convence de que aquel mensaje había sido escrito por Handa y se conmueve. Al otro día decide volver a clases, para proteger a Handa. Posteriormente se une junto a Aizawa, Reo y otras tres personas a la "Tropa de Handa". Nunca ha mantenido una conversación con Handa, más allá de su primer encuentro. Handa lo apoda como "el holgazán". En la reunión conmemorativa realizada seis años después del festival escolar, sorprende a sus excompañeros con su nueva apariencia. Confiesa que había abandonado las peleas, lo cual había modificado la estructura de su rostro.
Yukio Kondō (近藤 幸男 Kondō Yukio?)
- Seiyū: Daiki Yamashita[9]

Apodado como Yukicchi por Reo, es compañero de clases de Handa y miembro de la "Tropa de Handa". Es un estudiante normal, promedio, con notas de la misma índole. Él mismo se auto define como alguien no excepcional. Es la voz de la razón dentro de la banda. Se ve envuelto con los integrantes de la "Tropa de Handa" luego de una clase de cocina, en la que el profesor a cargo lo empareja con Handa y su séquito. Es el único que puede interpretar las verdaderas intenciones y sentimientos de Handa. Se suele sorprender de las tergiversaciones que sus compañeros de clases efectúan de las palabras y acciones de este. Debido a que se considera como la única persona que puede ver al verdadero Handa, decide mantenerse en la "Tropa de Handa" para ayudarlo a intentar disipar la barrera de aislamiento que aquel había edificado. Con el tiempo fortalecerá sus lazos de amistad con los miembros de la banda y comenzará a disfrutar sus días de preparatoria. Se convierte en el cuarto miembro de la tropa. Le guarda profundo aprecio a Handa, debido a que él había sido el origen de su grupo de amigos. Suele apodar a los admiradores de Handa como "Handa-otaku". Handa cree que Yukio es la persona que más lo odia en la escuela, debido a un regalo que este le hizo en cierta ocasión. Yukio le obsequió una tarjeta con una flor prensada que había hecho en clases, luego de ser despreciado por una compañera a causa de su ordinaria personalidad. El papel originalmente tenía escrito la palabra "sentimientos", pero luego de un rato, la tinta se termina borroneando, dando como resultado la palabra "desagradable". Por ello, Handa se convence de que Yukio lo detesta más que cualquier otra persona.
Miyoko Kinjō (金城 美代子 Kinjō Miyoko?)
- Seiyū: Kaede Hondo[10]

Apodada como Eraser, es compañera de clases de Handa y una de sus principales acosadoras. En clases, se sienta al lado de este. En un principio era una joven amable, tímida y bastante normal. De acuerdo a la descripción de Aizawa, tenía altas calificaciones y era famosa entre los profesores. Su primera interacción con Handa sucede un día en el que se le cae su goma de borrar durante la clase. Handa, temiendo la reacción despectiva que podría tener ella si él le devolviese la goma, decide lanzar a su mesa un borrador nuevo que llevaba en su bolso. Miyoko se sorprende y decide guardar aquel objeto como su tesoro. A partir de ese momento se enamora de Handa. Posteriormente, cuando surgen rumores de que Handa tenía una novia, toma la decisión de suicidarse lanzándose del edificio del colegio. Este hecho se ve interrumpido, involuntariamente, por Handa, quien había ingresado al salón en donde ella se encontraba, para buscar un escritorio nuevo, dado que el suyo estaba rayado. En ese momento, al no encontrar un escritorio que lo convenciera, le habla a este, señalándole que era algo muy valioso para él y que no se había dado cuenta hasta ese momento. Miyoko cree que aquellas palabras iban dirigidas hacia ella, lo cual evita su suicidio. Aquel acontecimiento decanta su actitud obsesiva. A partir de ese instante, se proclama como la líder del club de fanes de Handa y decide adoptar la misión de "borrar" a todas las personas, principalmente las chicas, que pudiesen obstruir la paz de Handa. De esta manera se origina su apodo. Eraser se convierte en una joven violenta, agresiva, sigilosa y peligrosa. Se desvela que ella todos los días seguía a Handa hasta su casa, para custodiarlo. En algunas ocasiones ha cooperado con la "Tropa de Handa" para perpetuar la tranquilidad de Handa. En cierta ocasión se revela que ella sentía, repetidamente, una presencia hostil que perseguía a Handa y que no había conseguido atraparla, ni había podido descubrir su verdadera identidad. Aquella persona que perturbaba a Eraser era Kawafuji. Nunca ha mantenido una conversación con Handa. En la reunión conmemorativa realizada seis años después del festival escolar, se revela que está estudiando para convertirse en profesora. Se ve, además, que vuelve a su apariencia y personalidad original.

### Secundarios
Kei Hanada (花田 慶 Hanada Kei?)
- Seiyū: Yūsuke Shirai[11]

Es compañero de preparatoria de Handa y miembro de la "Tropa de Handa". Es apodado como "Falso Handa" o "Falso-kun". Debido al profundo respeto y admiración que tiene hacia Handa, ha decidido modificar su apariencia física y estilo de vida para asemejarse lo más posible a aquel. Con el tiempo se impone la meta de convertirse en Handa y ya no simplemente parecérsele. De esta forma dio origen a un estilo de maquillaje y peinado que permitía adoptar la misma expresión y apariencia de Handa. Conoce a la "Tropa de Handa" un día que se encontraba en un parque vendiendo poemas de caligrafía. La banda había ido a verlo dado que sospechaban que se trataba de un impostor que buscaba molestar a Handa. Se sorprenden al ver el increíble parecido físico, pero rápidamente se disgustan al ver los dientes de Falso-kun, los cuales sobresalían de su boca, arruinando la imagen de Handa. Minutos más tarde, un grupo de chicas lo acorralan, creyendo que era Handa y deciden alzarlo por los cielos, como signo de respeto. Falso-kun se incomoda y decide mostrar sus dientes a las fanes de Handa, quienes al verlo, lo arrojan al suelo y se van del lugar. La banda se compadece de él y deciden apoyarlo en su labor de imitador de Handa. Sin embargo Falso-kun insiste en desistir de su trabajo. Cuando vuelven a la escuela, se dirigen al salón de clases de Handa. En la pizarra de aquel, se encontraba colgado un papel que contenía uno de los poemas que Falso-kun había escrito y vendido. Las chicas de la clase lo habían pegado ahí, durante el día, creyendo que era de Handa. Sin embargo, el verdadero Handa se había ofendido en aquel momento, al ver que una caligrafía desprolija y una frase que jamás en su vida diría, les estaban siendo atribuidas. Por esta razón, decide escribir un mensaje a su imitador, a modo de descargo. El mensaje decía, básicamente, que se esforzara en imitarlo. Cuando Falso-kun lo lee, confunde la intención de Handa y toma aquellas palabras como un mensaje de ánimo para que no desistiese de su labor. Se convierte en un miembro de la "Tropa de Handa". Nunca ha mantenido una conversación con Handa.
Kotaro Higashino (東野 光太郎 Higashino Kotaro?)
- Seiyū: Makoto Furukawa[12]

Es compañero de preparatoria de Handa, integrante del club de atletismo y miembro de la "Tropa de Handa". Es apodado como "Dash Higashino", por ser el corredor más veloz del equipo de atletismo. Suele acompañar a Falso-kun durante los recesos de la escuela. Dash tiene como objetivo correr más rápido de Handa y llegar a vencerlo en una carrera. Durante la secundaria, se enfrentó contra él en una competición de atletismo y terminó siendo vencido por aquel. Este acontecimiento lo impactó y lo llevó a producir sentimientos de venganza hacia Handa, razón por la que decide entrar a su misma preparatoria. Cuando conoce a Falso-kun y le cuenta su historia, este le señala que sufría de la enfermedad o fiebre de Handa, a lo cual se niega rotundamente. Sin embargo, muchas otras personas se lo han confirmado, como es el caso de la mánager de su club, quien le ha señalado, en más de una ocasión, que su obsesión con Handa no lo dejaba avanzar. La primera vez que su mánager le dirige aquellas palabras, Dash estaba dispuesto a abandonar su tenacidad, no obstante, minutos después ve a Handa corriendo a gran velocidad, por lo que decide perseguirlo para vencerlo en esa corrida improvisada. Sin embargo, luego se percata que Handa estaba siendo perseguido por un perro gigante, el cual termina atacándolo a él. En una ocasión se le vio intentando encarar a Handa, pero rápidamente desistió, dado que se sentía intimidado por su mirada. A partir de ese momento, cada vez que veía la cara de Handa, su cuerpo reaccionaba provocándole mareos y vómitos. Nunca ha mantenido una conversación con Handa. Se revela en la reunión conmemorativa de la clase de Handa, realizada seis años después del festival escolar, que es un reconocido corredor japonés.
Sawako Tennouji (天王寺 佐和子 Tennouji Sawako?)
- Seiyū: Yū Kobayashi

Es la presidenta del consejo estudiantil. Es una joven hermosa e inteligente que odia profundamente a los hombres. Su meta es convertir a las mujeres de la preparatoria en verdaderas líderes antes las cuales los hombres se tuviesen que arrodillar. Suele usar el uniforme de los hombres. Ha impuesto como regla que todos los miembros del consejo estudiantil vistan el uniforme del sexo contrario. En un principio mostraba signos de odio hacia Handa, dado que él provocaba que las chicas cometieran actos impropios de ellas. Según Tennouji, Handa hacia adrede lo anterior. Debido a que el consejo estudiantil fue incapaz de encontrar alguna debilidad en Handa, ella decide perseguirlo y hacerlo vestir el uniforme de mujeres, para crearle una debilidad con la cual chantajearlo. Durante esta persecución, Handa es empujado por las escaleras del colegio y cae junto a Tennouji por estas. Cuando la presidenta abre los ojos, descubre que ella estaba sobre Handa. Una de las miembros del consejo, le indica que Handa había intentado que ella no se dañara, razón por la que él se había expuesto a tomar todo el golpe de la caída. Tennouji se enamora perdidamente de Handa. Sin embargo, luego se revela que Handa no había tenido la intención anterior, sino que Tennouji lo había obligado, inconscientemente, a recibir el golpe de lleno. Posteriormente, luego del viaje escolar de la clase de Handa, este le entrega un recuerdo, dado que era rol del representante de la clase. El regalo consistía en un palillo para peinarse. A partir de ese momento, Tennouji adopta un peinado tradicional japonés para relucir el obsequio que le había entregado Handa. Gracias a su obsesión con Handa, decide erigir un festival escolar en el que el principal protagonista fuese aquel. De esta manera, todos los cursos efectúan actividades en torno a la figura de Handa, e, inclusive, bautizan al festival como "Festival Seishū", el nombre de pila de Handa. Se descubre en la reunión conmemorativa de la ex clase de Handa, realizada seis años después del festival escolar, que se encuentra postulando a las elecciones para formar una sociedad en donde puedan brillar tanto las mujeres como los hombres. 
Kasumi Hirayama (比良山 かすみ Hirayama Kasumi?)
- Seiyū: Rie Kugimiya[13]

Es compañera de preparatoria de Handa y bibliotecaria de la escuela. Suele llevar el flequillo largo, que le oculta la mitad de su rostro. Está enamorada de Handa. En un principio, nadie visitaba la biblioteca de la escuela, debido a que se encontraba en pésimas condiciones y porque no había variedad de libros. Sin embargo, Handa visitaba recurrentemente el lugar, para pedir prestado libros acerca de caligrafía. Hirayama decide comprar con su dinero libros de caligrafía, para que Handa continuase yendo a la biblioteca. En cierta ocasión, ella cambia la tapa de un libro de romance con la de una de caligrafía, para engañar a Handa, con el fin de que este leyese una historia de amor entre una bibliotecaria y el chico más popular de su escuela. No obstante Handa no llega a leerlo, y se lo presta a su amigo Kawafuji. La "Tropa de Handa" la ayuda a remodelar la biblioteca, para convertirla en un lugar digno para Handa. Gracias a lo anterior, más estudiantes visitan la biblioteca y Hirayama comienza a actuar como una verdadera bibliotecaria. Handa, paulatinamente, comienza a dejar de ir, dado que la aglomeración de personas lo fastidiaba. Una tarde, cuando Hirayama estaba a punto de cerrar, Handa ingresa a la biblioteca para devolver el libro al que ella había cambiado la portada. Ella le pregunta su opinión de aquel, a lo que él responde que le llamaba la atención que alguien se pudiera dedicar tan bien a su trabajo. Esta frase se la había comentado Kawafuji momentos previos a que él fuese a devolver el libro. Hirayama se emociona y le dice que no era necesario que continuase yendo a la biblioteca, puesto que ya la había ayudado mucho y que ya no pediría más libros de caligrafía, sino que ahora compraría de muchos tipos para sus compañeros de clases. Handa percibe aquellas palabras como un mensaje que le decía que ya no tenía permitido entrar a la biblioteca. Lo anterior lo deprime. En otra ocasión, Hirayama intenta acercarse a Handa mientras este se encamina a su casa. Sin embargo, es alcanzada por Eraser, quien la amarra y la convence de que no tenía permitido hacer aquello. A partir de ese momento se vuelve cercana con Eraser y juntas llevan a cabo la labor de "borrar" a las personas que signifiquen un obstáculo para Handa.

### Preparatoria de "Las camisas blancas"
La preparatoria de "las camisas blancas" es una escuela solo para chicos ubicada en la ciudad vecina. Estos estudiantes denominan a la preparatoria de Handa como la "escuela gris", la preparatoria de "las camisas grises" o "los estudiantes sin nombre". Se sabe que por largo tiempo ambas preparatorias han sido rivales. El líder de la escuela es Asahi Ichimiya.
Asahi Ichimiya (一宮 旭 Ichimiya Asahi?)
- Seiyū: Ken'ichi Suzumura[14]

Es heredero del grupo Ichimiya, el cual opera una serie de empresas, entre las cuales se encuentra el Hotel Senryou. Es un joven que carga con la misma popularidad de Handa. Él mismo se considera como un rey o un líder innato. Para él, su séquito de amigos era simplemente un conjunto de seguidores. Es una persona consciente de su lugar privilegiado, razón por la cual se siente con la obligación de proteger a sus fanes y de cumplir las expectativas que estos proyectaban en su figura. Conoce a Handa durante un viaje escolar que ambas escuelas realizan en Kioto. Se molesta con la actitud de Handa con respecto a un altercado gestado entre la "Tropa de Handa" y el séquito de Ichimiya. Cuando Ichimiya le menciona a Handa que debía detener aquella confrontación, este le señala que aquello no tenía relación con él, por lo que no debía hacerlo. Ichimiya se molesta dado que él era el origen del enfrentamiento que estaban llevando a cabo y porque estaba rehuyendo de sus responsabilidades como rey y líder. En el transcurso del viaje, Ichimiya comienza a dar un tour a las chicas de la preparatoria de Handa. Este último lo confunde con un actor, razón por la decide incorporarse al grupo de turismo. Al final del trayecto, Ichimiya se saca una serie de fotografías con las jóvenes estudiantes y, cuando ve a Handa, le indica que también debiesen sacarse una juntos. Handa se emociona y decide hacerlo. Luego de la foto, Yukio le quita a Handa de su espalda un dulce que Ichimiya le había pegado durante la foto. Posteriormente, luego de que Ichimiya conversase con las chicas de la secundaria de Handa, y descubriese que aquel era sumamente adorado por todos, se desanima y se distancia de su séquito para pensar. Durante este paseo, se vuelve a encontrar con Handa. Cuando lo ve, le pregunta si su situación de popularidad no lo agotaba. Dado que Handa desconocía aquella faceta suya, no logra captar el mensaje y cree que Ichimiya se estaba jactando de su popularidad. Ichimiya le pregunta, finalmente, si podían ser amigos, a lo que Handa responde negativamente. Handa no se encontraba merecedor de la amistad de alguien tan impresionante. Además, le pregunta a Ichimiya la razón por la que quería más amigos, si ya tenía un grupo de ellos. Ichimiya entiende por primera vez que su séquito no era simplemente un grupo de seguidores, sino que también eran sus verdaderos amigos. A partir de ese momento comienza a mirar con respeto y admiración a Handa. Durante el Festival Seishū, asiste junto a sus amigos a ver la obra de teatro de la clase de Handa. Luego de que Handa, involuntariamente, arreglara un altercado gestado entre otra escuela rival, la escuela de Ichimiya y su misma preparatoria, Ichimiya reafirma su respeto con Handa.
Souchi Nagamasa (永正 惣一 Nagamasa Souchi?)
- Seiyū: Daisuke Hirakawa

Es miembro del séquito de Ichimiya. Es quien le otorga la inteligencia al grupo, al igual que Aizawa en la "Tropa de Handa". En el último examen de simulación de Japón ocupó el lugar 98, mientras que Aizawa se posicionó en el primero. Suele copiar las frases que sus compañeros dicen, con un tono más serio, simulando que la idea copiada era originalmente suya. Cuando Handa se pierde durante el viaje escolar, decide ayudar a la "Tropa de Handa" a buscarlo. 
Sousuke Kojika (小鹿 宗介 Kojika Sousuke?)
- Seiyū: Shōta Aoi

Es miembro del séquito de Ichimiya. Tiene apariencia femenina. Suele llevar puesto ojos de contacto de color que le agrandan los ojos y el cabello medianamente largo. Joumoto le ha preguntado en algunas ocasiones la razón por la que se arregla como una chica, siendo que es un chico, a lo que Sousuke responde que su forma de pensar es anticuada. Cuando se encuentra con Reo, le menciona que en la escuela gris existía alguien mucho más guapo que él y que su deseo era volverse a encontrar con él. La persona descrita era Tsutsui antes de su rotunda transformación. Para no exponer a su amigo, Reo le miente diciendo que aquel joven se había cambiado de escuela. Es el miembro que le otorga la belleza al grupo, al igual que Reo en la "Tropa de Handa". Cuando Handa se separa del grupo durante el viaje escolar, termina ayudando a la "Tropa de Handa" para encontrarlo.
Tomohiro Joumoto (条本 友弘 Joumoto Tomohiro?)
- Seiyū: Wataru Hatano

Es miembro del séquito de Ichimiya. Tiene el cabello largo con rulos. Es el miembro que le otorga la fuerza física al grupo, al igual que Tsutsui en la "Tropa de Handa". Se vuelve amigo de Tsutui y guardan varias características en común. Cuando Handa se pierde durante el viaje escolar, coopera con la "Tropa de Handa" para localizarlo. Suele llamar a Tsukasa como "sin nombre" o "actor secundario", remarcando su particularidad ordinaria.
Tsukasa Komichi (小路 司 Komichi Tsukasa?)
- Seiyū: Toshiki Masuda

Es miembro del séquito de Ichimiya. Es quien le otorga la característica de "normalidad" al grupo, al igual que Yukio en la "Tropa de Handa". Está convencido de que su única misión en la vida es ser alguien que ayude a brillar a Ichimiya. Es el único que se rehúsa a entablar amistad con la "Tropa de Handa". Cuando Yukio lo golpea, recapacita y comienza a dejar a un lado su tenacidad.

### Familia Handa
Emi Handa (半田 えみ Handa Emi?)
- Seiyū: Natsuko Kuwatani

Es la madre de Handa. Es una mujer hermosa y dulce. Suele vestir ropa tradicional japonesa. Es confundida en cierta ocasión, como la novia de Handa, dado que un grupo de chicas de la preparatoria de su hijo, los habían visto siendo cariñosos el uno con el otro. Sin embargo, luego de que Emi visitase la escuela para una reunión de padres y alumnos, se encuentra con Eraser, quien descubre su verdadera identidad. Durante aquella visita, el profesor a cargo de la clase le señala que su hijo no sociabilizaba con sus compañeros. Dado que Handa no quería preocupar a su madre, promete que comenzará a relacionarse con su clase. Sin embargo, aquello no resulta. En un episodio especial, se aprecia que Emi asiste a un encuentro conmemorativo organizado por los exintegrantes de la clase de Handa. Esta reunión se lleva a cabo seis años después del festival escolar. Emi visita el recinto en lugar de Handa, debido a que se le había olvidado entregarle la carta de invitación a su hijo. Como forma de compensación, les comenta a los excompañeros de Handa las aventuras de su hijo y les relata la vida que llevaba en su nuevo paradero, las islas Gotō. Todos quedan sorprendidos y contentos con las noticias que Emi les entrega.
Seimei Handa (半田 清明 Handa Seimei?)
Es un calígrafo de renombre y padre de Handa. En el spin-off solamente es nombrado un par de ocasiones, mas, nunca es mostrado. Kawafuji y Handa se convierten en amigos gracias al nombre de Seimei. Kawafuji, en secundaria, se aproxima a Handa para preguntarle acerca de su padre. A partir de ese momento establecen su lazo amistoso.

### Otros personajes
Hideo Ookayama (岡山ひでお Ookayama Hideo?)
- Seiyū: Shinomiya Gou

Profesor de biología y maestro a cargo de la clase de Handa. En el manga se ve que su barba va creciendo paulatinamente hasta cubrir gran parte de su rostro. En el anime se muestra que era un profesor que le apasionaban las clases de disección de ranas, debido a que con ellas podía mostrar a sus alumnos los valores de la vida. Gracias a un acto involuntario de Handa, termina descubriendo que existían otras formas de enseñar a sus estudiantes los valores, sin tener que recurrir al daño de un ser vivo. 
Juri (ジュリ Juri?)
- Seiyū: Kimiko Saitō

Es la mejor amiga de Maiko Mori. En un principio cree que Handa se encontraba enamorado de ella, luego de un malentendido con una carta que este le entrega. Handa, al creer que Maiko tenía intenciones de humillarlo públicamente, decide escribirle una nota para encontrarse antes de la hora prevista, con el objetivo de arreglar las cosas en solitario. Aquella tarjeta se la entrega a Juri. Esta lee la carta y, al no entender la letra de Handa, se convence de que era una carta en donde él le proclamaba su amor. Se emociona al saber que alguien la podía amar independiente de su apariencia física. Asimismo, toma la supuesta confesión de Handa como una prueba para ver si realmente podía apoyar a su amiga, aun cuando a ella le gustaba el mismo chico. Luego de evitar que Maiko confesara sus sentimientos a Handa y de batallar con ella, refuerzan su amistad gracias a las palabras que su amado les dirige antes de abandonar el sitio en donde se encontraban. Posterior a ello, le aconseja a Maiko entrar a clases de caligrafía para poder escribir una carta digna para un amante de la caligrafía.
Maiko Mori (森 麻衣子 Mori Maiko?)
- Seiyū: Miku Itō

Es la mejor amiga de Juri. Está en una clase distinta a la de ella y Handa. Es una joven atractiva y de personalidad adorable. Es famosa entre sus compañeros de clase por lo anterior. Un día decide entregarle una carta de amor a Handa. Cuando Juri ve que este la arroja a la basura sin más, dado que Handa creía que era una carta de maldiciones, lo obliga a responder por su acto cruel. Handa le dice a Maiko que le diga lo que decía la carta, frente a toda la clase, con el pretexto de evitar otro tipo de confrontación. Ella se avergüenza y termina citándolo después de clases en el patio trasero de la escuela. Handa se imagina una serie de escenarios en donde todas las chicas lo humillaban, o en donde los novios de las chicas lo golpeaban, lo cual lo mortifica durante todo el día. En el momento del encuentro, ella intenta entregarle otra carta, pero es impedida por Juri. Ambas terminan peleando en el suelo. Maiko logra sobreponerse y corre a entregarle su tarjeta a Handa, sin embargo este ve el sobre y solo señala que su letra era fea. Maiko queda impactada, puesto que luego de ello, él se retira sin detenerse a leer el contenido de la carta. Posteriormente se reconcilia con Juri y ambas deciden asistir a clases de caligrafía para volver a escribirle una carta a Handa que sea de su agrado.
Hasegawa (長谷川 Hasegawa?)
- Seiyū: Yoshitaka Yamaya

Es amigo de Kawafuji y miembro del club de baloncesto. Es un otaku que colecciona figuras de personajes femeninas de anime y que lee mangas de baloncesto. Cierto día invita a Kawafuji a una salida para jugar. Este, a su vez, invita a Handa, con el fin de que este estableciera lazos con otra persona más aparte de él. Handa se disfraza y termina actuando como otra persona, bajo el nombre de Hanzawa. Lo anterior lo efectúa con el fin de evitar que alguien lo reconociese y así, además, evitar que terminaran haciéndole daño a Kawafuji. Hasegawa se divierte con Hanzawa y, al enterarse de que este no conocía mucho acerca del mundo del manga y del baloncesto, decide prestarle mangas de ese tema.
Tsugumi (つぐみ Tsugumi?)
- Seiyū: Kana Ueda[16]

Es compañera de clases de Handa y una estudiante de adivinación. Posee el talento para adivinar el futuro de las personas, mediante la quiromancia. En cierta ocasión le pide a la "Tropa de Handa" que logre intermediar un encuentro entre ella y Handa, para poder leerle la palma de la mano. La banda le señala que aquello sería difícil de hacer, debido a que ni ellos eran capaces de acercársele. Handa escucha la conversación que estaban llevando a cabo, pero malinterpreta la intención de Tsugumi, convenciéndose de que ella quería leer su palma para ver qué futuro le deparaba a la persona más odiada de la escuela. Para ayudarla, ingresa al salón y se sienta en su banco con la mano estirada, mientras finge dormir. Tsugumi aprovecha la instancia y descubre que la mano de Handa era sumamente ordinaria pero extraña en ciertos sentidos. Percibe una profunda paranoia latente. Ella, además, presagia parte de sus aventuras de Barakamon. Descubre que Handa, pese a no tener la línea de matrimonio presente y a prevalecer la ausencia de romance, se veía envuelto en una vida con muchos niños, entre 6 y 8 aproximadamente. Debido a la expectación que tenía la "Tropa de Handa" con respecto a la lectura de Tsugumi, esta, para no defraudarlos, distorsiona sus palabras, resumiendo que Handa no tendría una vida fácil.

## Media

### Manga

#### Japón
El primer volumen tankōbon se lanzó el 21 de junio de 2014; la serie constó de siete volúmenes. Culminó en la edición de julio de 2016 de la revista Monthly Shonen Gangan. 
El volumen 4 ha sido el 17° manga más vendido en Japón, durante agosto de 2015, con un total de 267.504 copias vendidas. El volumen 6 fue el 14° manga más vendido en Japón, durante julio de 2016, con un total de 222.319 copias vendidas. El volumen 7 se posicionó como el 17° manga más vendido en el territorio japonés, durante septiembre de 2016, con un total de 157.020 copias vendidas.

#### Internacional
El manga fue licenciado por Yen press para Estados Unidos y Ever Glory Publishing Co., Ltd para Taiwán.
Durante la Comic-on International de San Diego del 2016, distintos expertos en la industria del manga pertenecientes a Estados Unidos, nominaron al manga Handa-kun como parte de la categoría Mejor novedad manga para niños y adolescentes. Compartió lugar con Haikyuu!!, Fuku Fuku Funyan Koneko da Nyan, Gekkan Shojo Nozaki-kun, Orange y Ultraman.

### Anime
Una adaptación a anime de Handa-kun, bajo el mismo nombre, fue anunciada en el sitio web de Gangan Online de Square Enix el 1 de febrero de 2016. Comenzó a emitirse el 8 de julio de 2016 en TBS y BS-TBS y fue producida por el estudio de animación Diomedéa. La serie constó de 12 episodios.
La canción de apertura, "The LiBERTY" fue interpretada por Fo'xTails. Kenichi Suzumura interpretó el ending, con la canción  "HIDE-AND-SEEK".
La serie fue licenciada por Yowu Entertainment para España y Portugal y por FUNimation Entertainment para Estados Unidos.

#### Listado de episodios
| #  | Título | Estreno                  |
| -- | --- | ------------------------ |
| 1  | «Handa-kun y la amistad de una chica» «Handa-kun to onna no yuujou» (半田くんと女の友情) | 8 de julio de 2016       |
| 2  | «Handa-kun y la continuación del primer episodio / Handa-kun y el presidente / Handa-kun y el modelo» «Handa-kun to 1-wa no Tsuzuki / Handa-kun to Iinchou / Handa-kun to Model» (半田くんと一話のつづき / 半田くんと委員長 / 半田くんとモデル)                  | 15 de julio de 2016      |
| 3  | «Handa-kun y el ausente / Handa-kun y la clase de cocina / Handa-kun y el mejor amigo» «Handa-kun to Futoukou / Handa-kun to Chouri Jisshuu / Hana-kun to Shinyuu» (半田くんと不登校 / 半田くんと調理実習 / 半田くんと親友)                                      | 22 de julio de 2016      |
| 4  | «Handa-kun y ¿Handa-kun? / Handa-kun y los celos de una mujer / Handa-kun y la sociabilidad» «Handa-kun to Handa-kun? / Handa-kun to Onna no Shitto / Handa-kun to Shakousei» (半田くんと半田くん？ / 半田くんと女の嫉妬 / 半田くんと社交性)                     | 29 de julio de 2016      |
| 5  | «Handa-kun y el consejo estudiantil / Handa-kun y la pérdida de memoria» «Handa-kun to Seitokai / Handa-kun to Kioku Soushitsu» (半田くんと生徒会 / 半田くんと記憶喪失)                                                                                          | 5 de agosto de 2016      |
| 6  | «Handa-kun y el amigo de un amigo / Handa-kun y Dash Higashino / Handa-kun y la quiromancia» «Handa-kun to Tomodachi no Tomodachi / Handa-kun to Dash Higashino / Handa-kun to Tesouuranai» (半田くんと友達の友達 / 半田くんとダッシュ東野 / 半田くんと手相占い) | 12 de agosto de 2016     |
| 7  | «Handa-kun y el examen suplementario / Handa-kun y la biblioteca» «Handa-kun to Tsuishi / Handa-kun to Toshoshitsu» (半田くんと追試 / 半田くんと図書室) | 19 de agosto de 2016     |
| 8  | «Handa-kun y el viaje escolar» «Handa-kun to Shuugaku Ryokou» (半田くんと修学旅行) | 26 de agosto de 2016     |
| 9  | «Handa-kun y los sapos / Handa-kun y los acosadores» «Handa-kun to Kaeru / Handa-kun to Stalker» (半田くんとカエル / 半田くんとストーカー) | 2 de septiembre de 2016  |
| 10 | «Handa-kun y el tipo normal / Handa-kun y el Bishoujo» «Handa-kun to Heibon / Handa-kun to Bishoujo» (半田くんと平凡 / 半田くんと美少女) | 9 de septiembre de 2016  |
| 11 | «Handa-kun y los preparativos para el festival escolar» «Handa-kun to Bunkasai Junbi» (半田くんと文化祭準備) | 16 de septiembre de 2016 |
| 12 | «Handa-kun y el festival escolar» «Handa-kun to Bunkasai» (半田くんと文化祭) | 23 de septiembre de 2016 |